# Pandemia de COVID-19 en Guinea Ecuatorial
La pandemia de COVID-19 alcanzó a Guinea Ecuatorial el 14 de marzo de 2020.
Inicialmente las autoridades adoptaron medidas de prevención y control, que comenzaron a flexibilizarse a partir del 15 de junio de 2020.
Hasta mayo de 2020, Guinea Ecuatorial daba a conocer regularmente los datos sobre la evolución de la epidemia. A fines de ese mes, cuando el número de casos confirmados se acercaba al millar, las autoridades dejaron de informar de modo consistente. Este hecho coincidió con la salida de la representante de la OMS en el país. El partido opositor Convergencia para la Democracia Social criticó fuertemente la gestión de la crisis sanitaria, la falta de transparencia y la inconsistencia de la información suministrada.
Hasta el 26 de marzo de 2021 se habían registrado 6,851 casos confirmados, 6,335 recuperaciones y 102 muertes.
La tasa de letalidad (fallecidos respecto a confirmados) es del 1,72%.

## Cronología

### Marzo
El primer caso del país se anunció el 14 de marzo, una mujer de 42 años en Malabo, que regresó a Guinea Ecuatorial desde Madrid, España.
El 22 de marzo, el país declaró un estado de alarma, que era necesario para facilitar la movilización de recursos económicos y materiales necesarios para detener la propagación del coronavirus. También se creó un fondo especial de emergencia para frenar el virus.
Al 24 de marzo, había 9 casos en el país, todos importados. No hubo casos confirmados de propagación comunitaria en el país en ese momento.

## Respuesta gubernamental
Guinea Ecuatorial tiene uno de los peores sistemas sanitarios en África Central.
El Foro Africano de Petróleo e Inversión fue pospuesto.
El Ministerio de Minas e Hidrocarburos Gabriel Mbega Obiang eximió las tarifas para las empresas de servicios a fin de aliviar las consecuencias económicas de la pandemia.